# Чемпионат России по тхэквондо 2016
Чемпионат России по тхэквондо 2016 года среди мужчин и женщин проходил с 9 по 13 ноября в Москве.

## Медалисты

### Мужчины
| Весовая категория | Золото                                                    | Серебро                                                | Бронза                                                                          |
| ----------------- | --------------------------------------------------------- | ------------------------------------------------------ | ------------------------------------------------------------------------------- |
| до 54 кг          | Владимир Гриценко · Санкт-Петербург                       | Алексей Лукьянов · Татарстан                           | Алексей Рудник · Астраханская область Азамат Абибилла уулу · Ростовская область |
| до 58 кг          | Михаил Артамонов · Санкт-Петербург                        | Владислав Гапонюк · Ростовская область                 | Игорь Латышов · Краснодарский край Тамерлан Киргуев · Северная Осетия           |
| до 63 кг          | Павел Андреенко · Москва                                  | Болат Изутдинов · Москва                               | Чан Де Сир · Сахалинская область Ерлан Иргалиев · Астраханская область          |
| до 68 кг          | Арман Иргалиев · Астраханская область · Рязанская область | Вячеслав Минин · Челябинская область · Санкт-Петербург | Владислав Югай · Ростовская область Булат Габдульбаров · Татарстан              |
| до 74 кг          | Максим Храмцов · Ханты-Мансийский автономный округ — Югра | Магомед Магомедов · Санкт-Петербург                    | Филипп Белов · Краснодарский край Кадырбеч Дауров · Адыгея                      |
| до 80 кг          | Альберт Гаун · Алтайский край                             | Арутюн Меликсетянц · Северная Осетия                   | Георгий Сурков · Челябинская область Дмитрий Закрепин · Санкт-Петербург         |
| до 87 кг          | Владислав Ларин · Карелия                                 | Александр Пряжников · Москва                           | Пётр Штыльков · Москва Глеб Бабаевский · Москва                                 |
| свыше 87 кг       | Олег Кузнецов · Иркутская область                         | Роман Кузнецов · Иркутская область                     | Рафаиль Аюкаев · Самарская область Эмиль Хадеев · Челябинская область           |

### Женщины
| Весовая категория | Золото                                        | Серебро                                                 | Бронза                                                                        |
| ----------------- | --------------------------------------------- | ------------------------------------------------------- | ----------------------------------------------------------------------------- |
| до 46 кг          | Регина Сахаутдинова · Челябинская область     | Полина Усенко · Волгоградская область                   | Гезель Хайрутдинова · Дагестан Юлия Тюкина · Ульяновская область              |
| до 49 кг          | Анастасия Анохина · Алтайский край            | Светлана Игуменова · Воронежская область                | Виктория Башкирова · Москва Софья Фомичева · Москва                           |
| до 53 кг          | Татьяна Кудашова · Челябинская область        | Анастасия Кудряшова · Москва                            | Ангелина Петренко · Красноярский край Ольга Запевалова · Челябинская область  |
| до 57 кг          | Екатерина Крамаренко · Воронежская область    | Екатерина Ким · Краснодарский край · Ростовская область | Эльвина Хакимова · Москва Дарья Адамьяк · Санкт-Петербург                     |
| до 62 кг          | Кристина Прокудина · Челябинская область      | Светлана Смирнова · Челябинская область                 | Елена Евлампьева · Татарстан Татьяна Кузьмина · Воронежская область           |
| до 67 кг          | Юлия Миюц · Татарстан                         | Надежда Глышко · Краснодарский край                     | Полина Никуличева · Красноярский край Екатерина Дербенева · Карелия           |
| до 73 кг          | Карина Жданова · Москва                       | Алина Икаева · Москва                                   | Кристина Дюбина · Адыгея Арина Животкова · Челябинская область                |
| свыше 73 кг       | Ольга Иванова · Карелия · Сахалинская область | Ольга Музычка · Краснодарский край                      | Елизавета Должикова · Москва Олеся Бардаченко · Карелия · Сахалинская область |